# Cryptocarya hainanensis
Cryptocarya hainanensis är en lagerväxtart som beskrevs av Elmer Drew Merrill. Cryptocarya hainanensis ingår i släktet Cryptocarya och familjen lagerväxter. Inga underarter finns listade i Catalogue of Life.